# Balhoofd (voertuigtechniek)

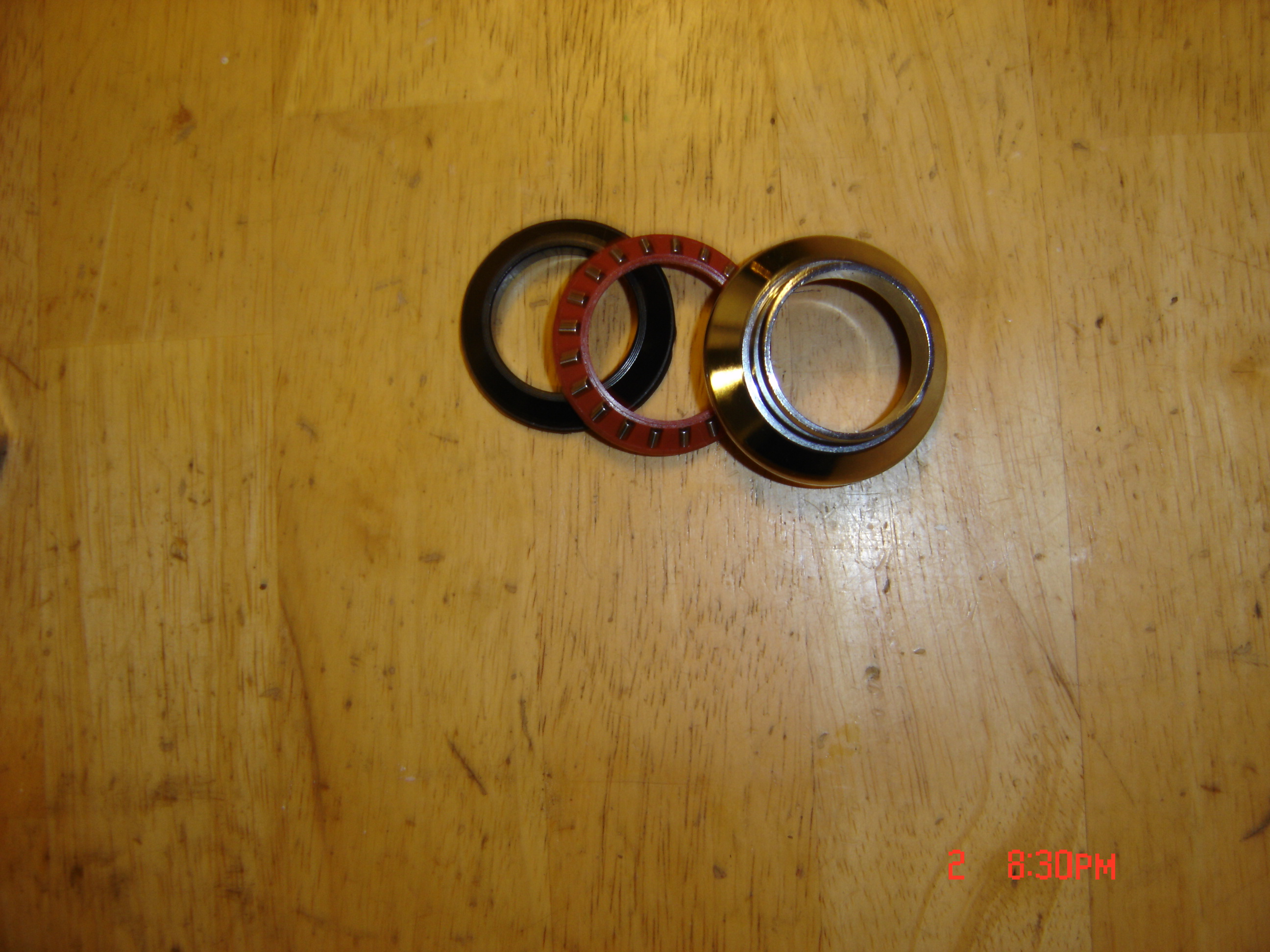
Onderste balhoofd met naaldlager

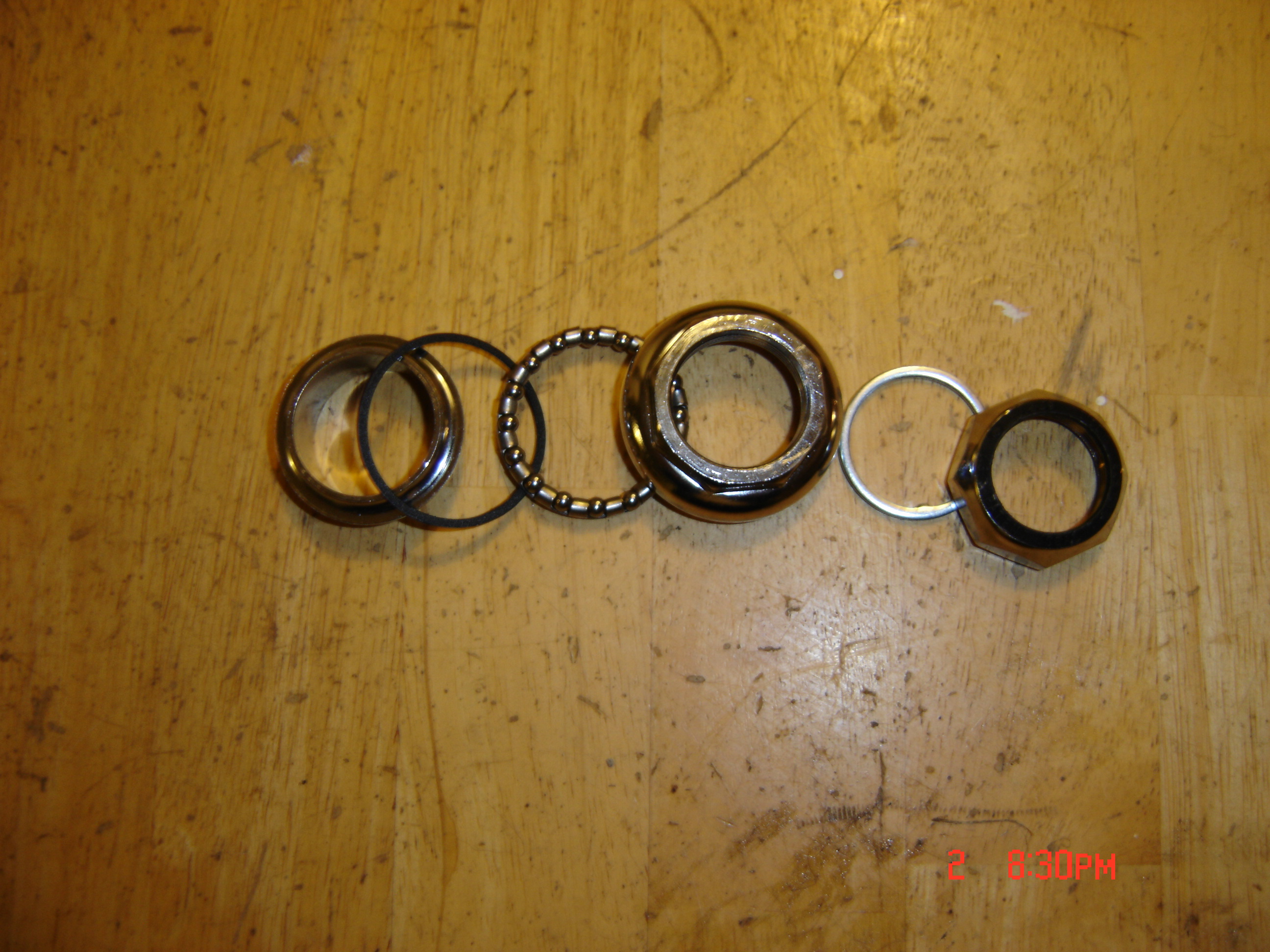
Bovenste balhoofd

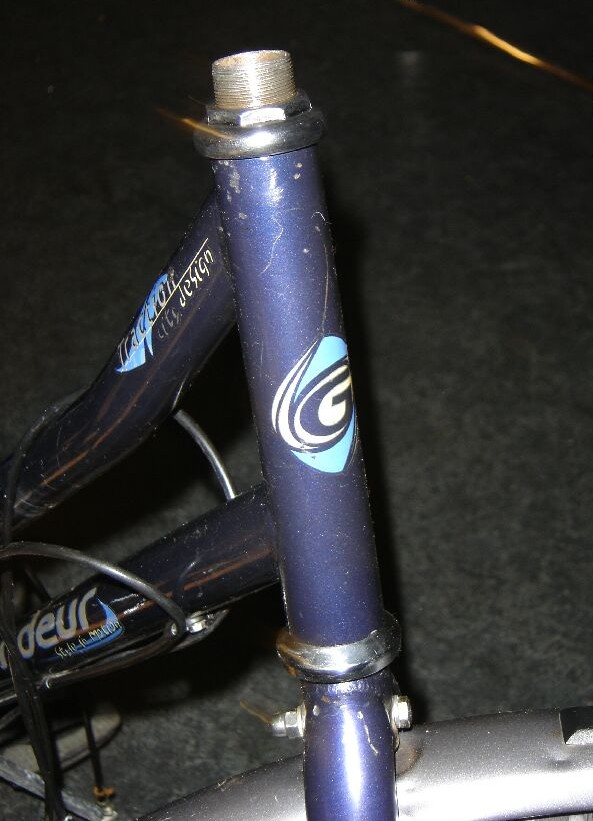
Stuurframe met gemonteerd balhoofd (het stuur ontbreekt nog)

Het balhoofd is een onderdeel van een fiets, bromfiets of motorfiets. Het balhoofd bestaat uit een buis waaraan aan de beide uiteinden een lager is aangebracht, waarin de as tussen het stuur en de voorvork kan draaien, zodat het stuur en de voorvork draaibaar zijn ten opzichte van het frame.
Het onderste deel van balhoofd bestaat (van links naar rechts op de foto) uit de volgende onderdelen:
- conus
- naaldlager (dit wordt vaak op de motorfiets toegepast)
- cup

Het bovenste deel van het balhoofd bestaat (van links naar rechts op de foto) uit de volgende onderdelen:
- conus
- afdichtring
- lagerring met kogellager (ook worden wel losse kogeltjes gebruikt)
- cup
- borgring
- borgmoer

Vroeger werden losse kogeltjes voor de lagering gebruikt in plaats van de kant-en-klare kogelringen. Er worden nog steeds bij racefietsen losse kogeltjes gebruikt. In principe zijn losse kogeltjes degelijker, omdat het er meer zijn. Als er losse kogels worden "geplakt" worden er bijna tweemaal zoveel kogels gebruikt als in een kogelring. Om deze te monteren moet eerst de cup van een dun laagje vet voorzien worden. Daarna worden er rondom zo veel mogelijk kogeltjes in geplakt. Daarna wordt er één kogeltje verwijderd, zodat voldoende ruimte overblijft om te rollen. In de conus wordt ook ruim vet aangebracht.
Als het balhoofd is versleten treedt speling op in het stuur. Die kan verholpen worden door de schroefconus te verstellen. Dit kan echter maar binnen zekere grenzen, want te strak aandraaien bemoeilijkt het sturen.

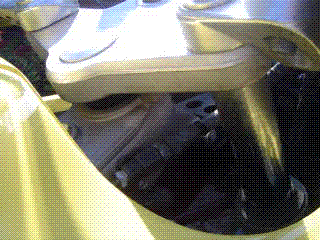
Balhoofd van een motorfiets

Achterbrug · Balhoofd · Brugframe · Buisframe · Composietframe · Deltabox · Dubbel wiegframe · Duplex frame · E-box frame · Enkel wiegframe · FAST frame · Featherbed frame · Garden gate frame · Lateral Frame Concept · LCG Twin Tube · Loop Frame · Lowboy frame · MR-Albox · Omega frame · Open frame · Perimeter frame · Pivot frame · Pivotless frame · Plaatframe · Raked frame · Rigid frame · Semi-pivotless frame · Slimline frame · Spaceframe · Springframe · Starframe · Stijf frame · Tankframe · Twin Spar frame · Vakwerkframe · Wiegframe · Zeta frame